# James Dooley
James Michael "Jim" Dooley (New York, 22 augustus 1976) is een Amerikaans componist van muziek voor film, televisie en computerspellen.
Dooley studeerde muziek aan de New York-universiteit. Na het beëindigen van de universiteit verhuisde hij naar Los Angeles, waar hij in 1999 begon te werken voor Hans Zimmer als zijn belangrijkste technisch assistent in de muziekstudio Remote Control Productions (voorheen Media Ventures) in Santa Monica (Californië). Dooley componeerde ook extra muziek voor Zimmer, waaronder de films The Ring (2002) en Madagascar (2005).

## Filmografie
| Jaar | Titel                                                                              | Opmerkingen       |
| ---- | ---------------------------------------------------------------------------------- | ----------------- |
| 2006 | When a Stranger Calls                                                              |                   |
| 2006 | Urmel aus dem Eis (Impy's Island)                                                  |                   |
| 2007 | Daddy Day Camp                                                                     |                   |
| 2008 | Bachelor Party 2: The Last Temptation                                              |                   |
| 2008 | Urmel voll in Fachrt (Impy's Island 2)                                             |                   |
| 2008 | The Little Mermaid: Ariel's Beginning (De kleine zeemeermin: Ariel, hoe het begon) |                   |
| 2009 | Obsessed                                                                           |                   |
| 2012 | Slumber Party Slaughter                                                            |                   |
| 2012 | The Forger                                                                         |                   |
| 2013 | Barbie in the Pink shoes (Barbie en De roze schoentjes)                            |                   |
| 2014 | Barbie: The Pearl Princess (Barbie De Parelprinses)                                |                   |
| 2014 | 10 Cent Pistol                                                                     |                   |
| 2015 | Barbie in Princess Power (Barbie in Super Prinses)                                 |                   |
| 2015 | Toxin                                                                              |                   |
| 2015 | Fifty Shades of Black                                                              |                   |
| 2016 | Satanic                                                                            | met Todd Haberman |
| 2017 | Heartthrob                                                                         |                   |
| 2019 | Secret Obsession                                                                   |                   |
| 2021 | Dr. Bird's Advice for Sad Poets                                                    |                   |
| 2021 | 40-Love                                                                            |                   |

## Overige producties

### Computerspellen
| Jaar | Titel                                   | Opmerkingen                                      |
| ---- | --------------------------------------- | ------------------------------------------------ |
| 2005 | Dead to Rights II                       |                                                  |
| 2005 | Socom 3: U.S. Navy Seals                |                                                  |
| 2005 | Socom U.S. Navy Seals: Fireteam Bravo   |                                                  |
| 2006 | Socom U.S. Navy Seals: Combined Assault |                                                  |
| 2006 | Socom U.S. Navy Seals: Fireteam Bravo 2 | met Justin Burnett                               |
| 2007 | The Simpsons Game                       | met Christopher Lennertz en Timothy Michael Wynn |
| 2009 | InFamous                                |                                                  |
| 2009 | Jak and Daxter: The Lost Frontier       |                                                  |
| 2010 | Spiderman: Shattered Dimensions         |                                                  |
| 2010 | Epic Mickey                             |                                                  |
| 2011 | InFamous 2                              |                                                  |
| 2012 | Epic Mickey 2: The Power of Two         |                                                  |
| 2013 | Knack                                   |                                                  |
| 2014 | Disney Infinity: Marvel Super Heroes    | met Kevin Manthei en Chuck E. Myers              |

### Televisiefilms
| Jaar | Titel                                   | Opmerkingen         |
| ---- | --------------------------------------- | ------------------- |
| 2001 | Area 52                                 |                     |
| 2003 | The Louisianna Purchase                 |                     |
| 2004 | Life on Liberty Street                  |                     |
| 2004 | The Hollywood Mom's Mystery             |                     |
| 2005 | Jane Doe: Now You See It, Now You Don't |                     |
| 2005 | Detective                               |                     |
| 2006 | Ordinary Miracles                       |                     |
| 2009 | Crisis: New York Under Water            |                     |
| 2011 | Poe                                     |                     |
| 2012 | Mockingbird Lane                        |                     |
| 2013 | Murder in Manhattan                     |                     |
| 2013 | Jinxed                                  |                     |
| 2014 | Dead Boss                               |                     |
| 2014 | Deliverance Creek                       |                     |
| 2015 | Splitting Adam                          |                     |
| 2017 | A Midsummer's Nightmare                 | met James S. Levine |
| 2018 | A Tale of Two Coreys                    |                     |
| 2019 | Kim Possible                            |                     |
| 2020 | Driven to the Edge                      |                     |

### Televisieseries
| Jaar | Titel                          | Opmerkingen                                                       |
| ---- | ------------------------------ | ----------------------------------------------------------------- |
| 2003 | Skin                           | 2003–2004                                                         |
| 2005 | The Contender                  | met Hans Zimmer en Steve Jablonsky                                |
| 2007 | Pushing Daisies                | 2007–2009                                                         |
| 2010 | Neighbors from Hell            |                                                                   |
| 2011 | Wilfred                        |                                                                   |
| 2012 | Best Friends Forever           |                                                                   |
| 2012 | Emily Owens M.D.               |                                                                   |
| 2014 | The Last Ship                  | 2014–2018, met Steve Jablonsky en James S. Levine                 |
| 2018 | A Series of Unfortunate Events | 2018–2019, met James Newton Howard, Chris Bacon en Sven Faulconer |

### Korte films
| Jaar | Titel                                        | Opmerkingen |
| ---- | -------------------------------------------- | ----------- |
| 1999 | The Good Man's Sin                           |             |
| 2000 | Bit Players                                  |             |
| 2001 | Agua Dulce                                   |             |
| 2002 | Papal Cab                                    |             |
| 2002 | Untitled: 003-Embryo                         |             |
| 2003 | Smooth                                       |             |
| 2003 | Come Lovely                                  |             |
| 2003 | Things Fall Apoart                           |             |
| 2004 | Frenching                                    |             |
| 2005 | The Madagascar Penguins in a Christmas Caper |             |
| 2006 | First Flight                                 |             |
| 2008 | The Simpsons Ride                            |             |
| 2009 | See You in Copenhagen                        |             |
| 2012 | Buzkashi Boys                                |             |
| 2020 | Playdate with Destiny                        |             |
| 2021 | Sole Mates                                   |             |
| 2021 | The Sandman                                  |             |

### Additionele muziek
James Dooley componeerde ook aanvullende muziek voor andere componisten bij de films:
| Jaar | Titel                                                  | Opmerkingen                       |
| ---- | ------------------------------------------------------ | --------------------------------- |
| 2002 | The Ring                                               | voor Hans Zimmer                  |
| 2003 | Pirates of the Caribbean: The Curse of the Black Pearl | voor Klaus Badelt en Hans Zimmer  |
| 2003 | Something's Gotta Give                                 | voor Hans Zimmer                  |
| 2004 | Thunderbirds                                           | voor Ramin Djawadi en Hans Zimmer |
| 2005 | The Amityville Horror                                  | voor Steve Jablonsky              |
| 2005 | Madagascar                                             | voor Hans Zimmer                  |
| 2005 | The Curse of the Were-Rabbit                           | voor Julian Nott                  |
| 2006 | The Da Vinci Code                                      | voor Hans Zimmer                  |
| 2007 | The Simpsons Movie                                     | voor Hans Zimmer                  |
| 2008 | Madagascar: Escape 2 Africa                            | voor Hans Zimmer                  |

## Prijzen en nominaties

### Emmy Awards
| Jaar | Titel           | Categorie                                                                              | Uitslag  |
| ---- | --------------- | -------------------------------------------------------------------------------------- | -------- |
| 2008 | Pushing Daisies | Beste compositie voor een televisieserie (originele dramatische muziek), afl. "Pigeon" | Gewonnen |